# Vogelpark am Krater
Koordinaten: 52° 19′ 32,5″ N, 9° 21′ 41,8″ O
Der Vogelpark am Krater, auch Kraterzoo oder Kleiner Zoo am Krater genannt, war ein privat betriebener und öffentlich zugänglicher Park bei Bad Nenndorf. Er hatte eine Größe von einem halben Hektar und verfügte über 500 Tiere. Der Park lag in der Nähe einer von einem Kalksinter-Ringwall umgebenen Wasserquelle, die lokal als Krater bekannt ist. Das Kratergelände liegt westlich von Bad Nenndorf und südlich der Bundesstraße 65 am Wasserlauf der Rodenberger Aue. Der 1963 gegründete Zoo wurde im Oktober 2015 geschlossen.

## Vogelpark
In rund 50 Volieren wurden heimische und exotische Vögel gezeigt. Einige zahme und zutrauliche Tiere bewegten sich frei auf dem Gelände. Hier lebten Hühner, Enten, Gänse, Eulen, Greifvögel, Raben, Fasane, Störche, Reiher, Pfaue, Kraniche, Sittiche, Papageien, Beos und viele wild lebende Singvögel als Gäste. Hinzu kamen noch einige Streicheltiere wie Ziegen, Schafe und Kaninchen.
Der Bad Nenndorfer Werner Schulz erfüllte sich zusammen mit seiner Frau Lenchen einen Jugendtraum, als er 1963 das verwilderte Gelände südlich des Kraters von einem Landwirt pachtete und mit der Anlage des Vogelparks begann. Er baute den Park in Eigenleistung auf. Dazu zählt auch die Pflege verwaister und aufgefundener Vögel und die Betreuung frei lebender Gasttiere. Seit 1993 wird die Arbeit durch den Förderverein Vogelpark am Krater Bad Nenndorf e.V. mit seinen rund 100 Mitgliedern unterstützt. So konnten viele Volieren erneuert und Hinweistafeln aufgestellt werden. Nach dem Tod von Werner Schulz am 4. Juli 2009 führte seine Familie den Park weiter, bis der Betrieb im Oktober 2015 eingestellt wurde.
2020 wurde das zwischenzeitlich verwilderte Gelände an eine Privatperson verpachtet.

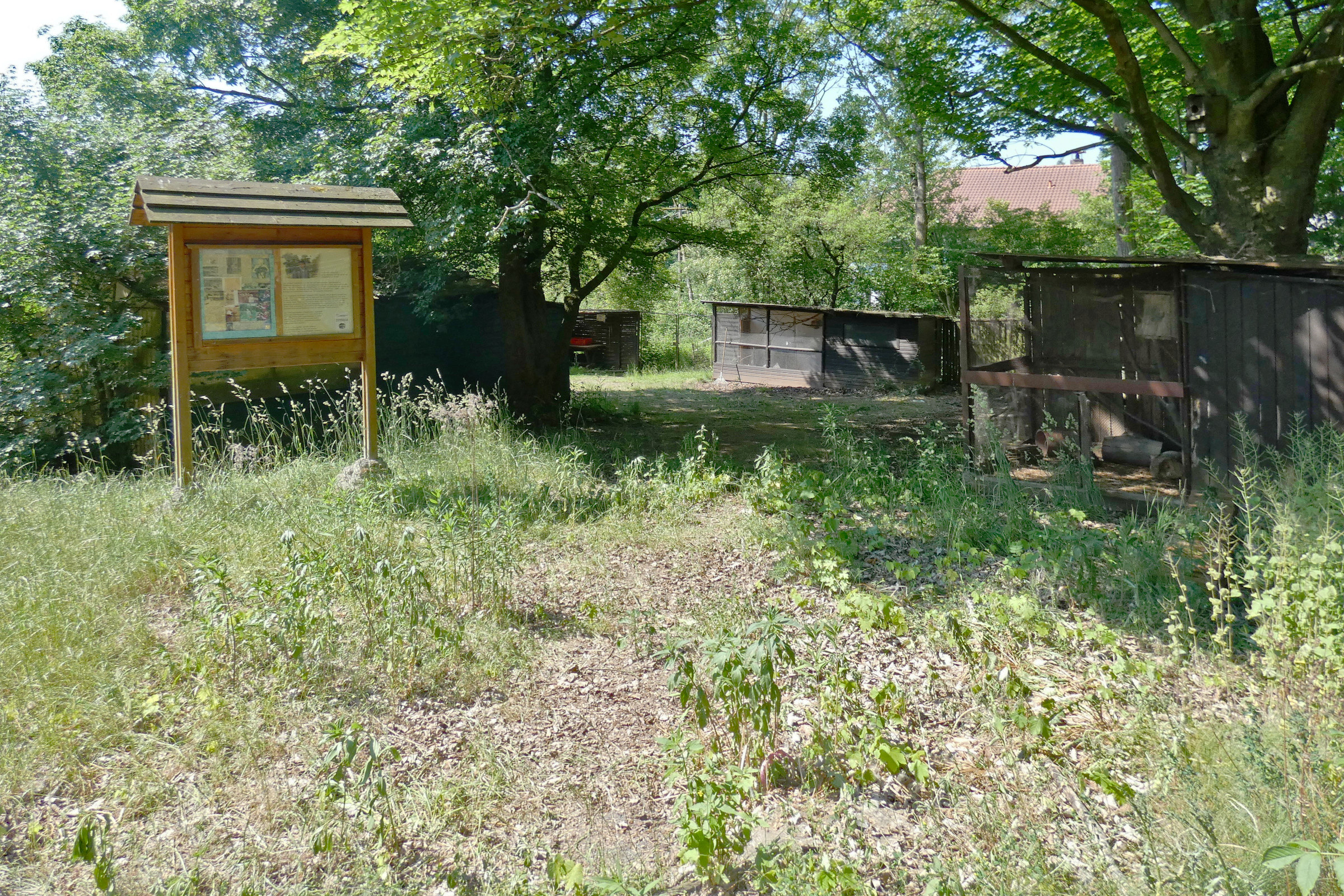
Der verwaiste Vogelpark (Mai 2018)

## Naturdenkmal „Krater“

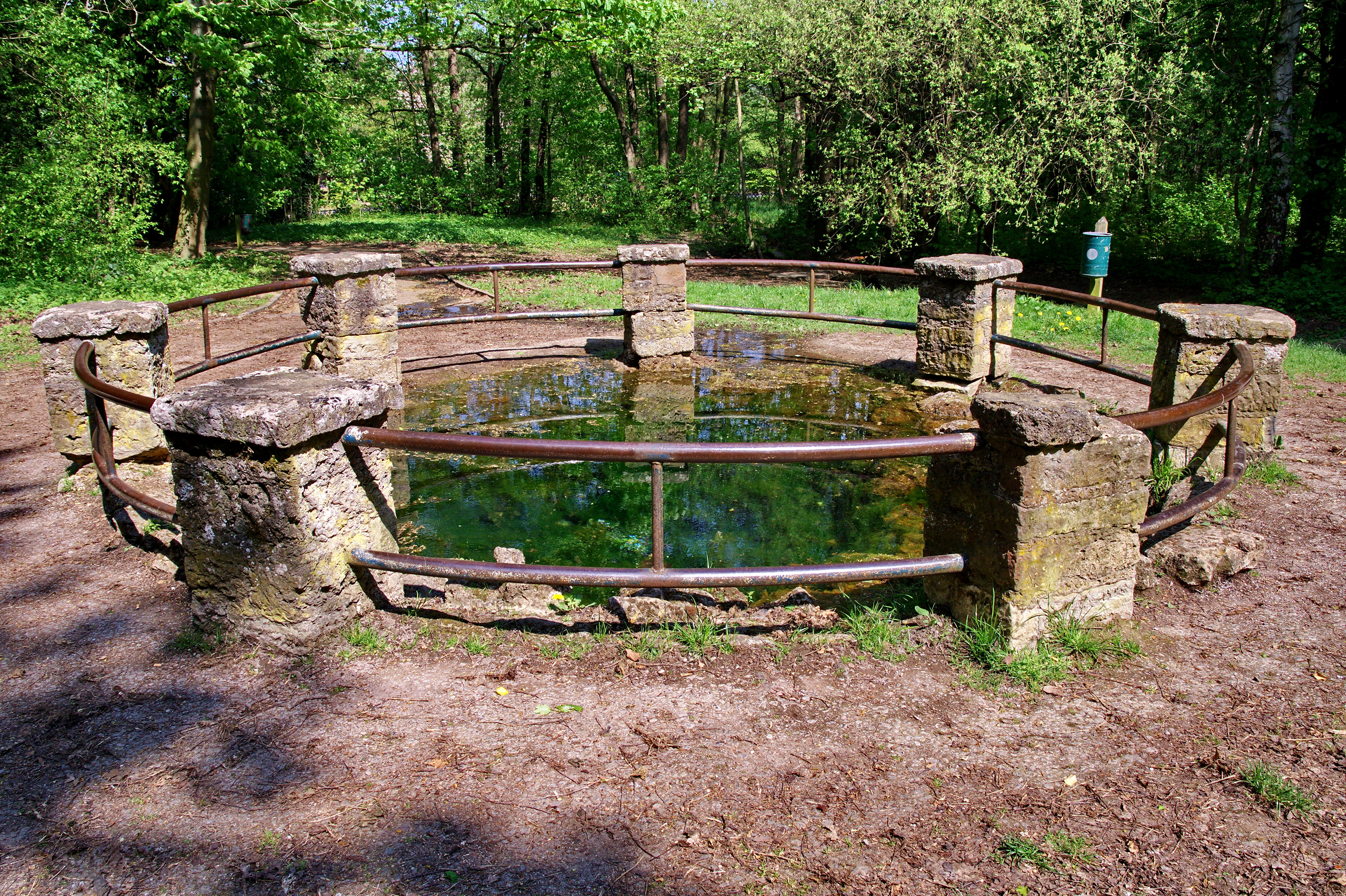
Quellbrunnen am Krater

Die fälschliche Bezeichnung „Krater“ beruht auf dem optischen Eindruck, den der tuffsteinartige Ringwall am Quellteich auf die Betrachter macht. Kalkgesättigtes Wasser trifft hier auf eine undurchlässige Tonschicht und so drängt seit Jahrtausenden das aus dem Deister abfließende Niederschlagswasser an die Oberfläche. Sobald das Wasser mit Luft in Berührung kommt, scheidet es Kalk ab, der sich am Teichrand ablagert. Dadurch entsteht der Eindruck eines Vulkankraters.
Die konservierende Wirkung des sauerstoffarmen Kalkwassers brachte schon im 19. Jahrhundert Gäste auf die Idee, Blumengestecke im Quellbrunnen zu versenken, die ihr frisches Aussehen über Monate behielten; auch zahlreiche Geldmünzen wurden von Kurgästen als Obolus an die Götter in der Hoffnung auf baldige Genesung hinterlassen.